# 久瀬村立公正小学校
久瀬村立公正小学校 （くぜそんりつ　こうせいしょうがっこう）は、かつて岐阜県揖斐郡久瀬村（現・揖斐郡揖斐川町）に存在した公立小学校。

## 概要
- 久瀬村の南東部（乙原・三倉）が校区であった。1978年、久瀬小学校に統合され廃校。
- 跡地は久瀬公正公民館となっている。

## 沿革
創立は1923年、久瀬第三尋常小学校の開校による。公正小学校の校区（乙原・三倉）には明治初期に学校が存在したが、1900年に廃校となり、近隣の村の学校に通学していた。ここではこれらの学校についても記述する。
- 1873年（明治6年） - 乙原村に勉焉学校、三倉村に三倉学校が開校する。
- 1879年（明治12年） - 勉焉学校が乙原学校に改称する。
- 1886年（明治19年） - 乙原学校が乙原簡易科小学校、三倉学校が三倉簡易科小学校に改称する。
- 1897年（明治30年） -
  - 日坂村、西津汲村、東津汲村、外津汲村、三倉村、乙原村、樫原村、小津村、東横山村、西横山村、鶴見村、東杉原村が合併し、久瀬村が発足。
  - 乙原簡易科小学校が乙原尋常小学校、三倉簡易科小学校が三倉尋常小学校に改称する。
- 1900年（明治33年）3月 - 
  - 乙原尋常小学校が廃校。乙原地区の児童は北方村の北方尋常小学校に転入する。
  - 三倉尋常小学校が廃校。三倉地区の児童は小島村の小島尋常小学校に転入する。
- 1923年（大正12年）4月 - 久瀬村大字乙原に久瀬第三尋常小学校が開校。校区は乙原、三倉。
- 1941年（昭和16年）4月1日 - 公正国民学校に改称する。
- 1947年（昭和22年）4月1日 - 久瀬村立公正小学校に改称する。
- 1978年（昭和53年）3月 - 久瀬小学校に統合され、廃校。